# Liste der Monuments historiques in Montendre
Die Liste der Monuments historiques in Montendre führt die Monuments historiques in der französischen Gemeinde Montendre auf.

## Liste der Objekte
| Bezeichnung                                      | Beschreibung                                          | Standort                                    | Kennzeichnung | Schutzstatus | Datum | Bild |
| ------------------------------------------------ | ----------------------------------------------------- | ------------------------------------------- | ------------- | ------------ | ----- | ---- |
| Kelch                                            | Silber, vergoldet, zweite Hälfte des 19. Jahrhunderts | in der Kirche St-Pierre                     | PM17000617    | Classé       | 1994  |      |
| Glocke                                           | Bronze, 1660 gegossen                                 | in der Kirche St-Babylas                    | PM17000210    | Classé       | 1911  |      |
| Skulptur Pietà                                   | Stein, um 1500                                        | in der Kapelle Notre-Dame-des-Sept-Douleurs | PM17000211    | Classé       | 1979  |      |
| Taufbecken                                       | Stein, 18. Jahrhundert                                | in der Kirche St-Pierre                     | PM17000895    | Inscrit      | 1976  |      |
| Ölgemälde Le Saint Sacrement adoré par les anges | 18. Jahrhundert                                       | in der Kirche St-Pierre                     | PM17001588    | Inscrit      | 1989  |      |
| Ziborium                                         | Silber, vergoldet, zweite Hälfte des 19. Jahrhunderts | in der Kirche St-Pierre                     | PM17000648    | Classé       | 1994  |      |
| Glocke                                           | Bronze, 1727 gegossen                                 | in der Kirche St-Pierre                     | PM17000209    | Classé       | 1962  |      |